# 이경옥 (강남구의원)
이경옥(李敬玉, 1962년 12월 15일 ~ )은 대한민국의 전직 3선 서울 강남구의회 제4·5·6대 구의회의원 등을 지낸 전력이 있는 더불어민주당 상임고문 겸 당무위원 출신의 정치인이며, 개그우먼 이경실은 그녀의 여동생이다.

## 생애

### 학력
- 1981년 : 군산여자고등학교 졸업
- 1989년 : 한국외국어대학교 한국어교육학과 학사

### 주요 경력
- 2006년 : 제4대 서울강남구의회 의원
- 2007년 : 서울 강남구 회계연도 결산검사대표위원회 대표위원
- 2008년 : 서울강남구의회 행정재무위원회 부위원장
- 2010년 : 제5대 서울강남구의회 의원
- 2011년 : 서울강남구의회 예산결산특별위원회 위원장
- 2012년 : 서울강남구의회 부의장
- 2014년 : 제6대 서울강남구의회 의원

## 역대 선거 결과
| 선거명          | 직책명                                 | 대수           | 정당           | 득표율 | 득표수   | 결과         | 당락                       |
| --------------- | -------------------------------------- | -------------- | -------------- | ------ | -------- | ------------ | -------------------------- |
| 제4회 지방 선거 | 서울특별시 강남구의원(비례대표)        | 5대 (민선 4기) | 열린우리당     | 14.40% | 30,933표 | 비례대표 1번 | 서울특별시 강남구의원 당선 |
| 제5회 지방 선거 | 서울특별시 강남구의원(강남구 마선거구) | 6대 (민선 5기) | 민주당         | 38.23% | 7,094표  | 1위          | 서울특별시 강남구의원 당선 |
| 제6회 지방 선거 | 서울특별시 강남구의원(강남구 마선거구) | 7대 (민선 6기) | 새정치민주연합 | 37.71% | 6,742표  | 2위          | 서울특별시 강남구의원 당선 |

## 같이 보기
- 심상우
- 문군자
- 이운우
- 조석호